# بيل فرنسيس (لاعب دوري الرغبي)
بيل فرنسيس (بالإنجليزية: Bill Francis)‏ هو لاعب دوري الرغبي بريطاني، ولد في 1947 في Featherstone ‏ في المملكة المتحدة.